# Домінік Гайнц
Домінік Гайнц (нім. Dominique Heintz, нар. 15 серпня 1993, Нойштадт-ан-дер-Вайнштрассе) — німецький футболіст, центральний захисник клубу «Кельн».

## Кар'єра
Почав кар'єру в маловідомій команді «Герта Кіррвейлер». У 2001 році він перейшов у футбольну школу клубу «Кайзерслаутерн». У 2011 році Хайнц почав виступи за дублюючий склад в регіональній лізі Німеччини, одночасно з цим він потрапив в заявку основної команди. 5 травня 2012 року в матчі проти «Ганновер 96» дебютував в  Бундеслізі. За підсумками сезону «Кайзерслаутерн» вилетів у Другу Бундеслігу, Гайнц залишився в команді.
Влітку 2015 року став гравцем «Кельна». Сума трансферу склала 2 млн євро. 16 серпня в матчі проти «Штутгарта» Домінік дебютував за новий клуб. 12 вересня в поєдинку проти  франкфуртського «Айнтрахта» забив свій перший гол за «Кельн».
У травні 2018 року «Фрайбург» оголосив, що Гайнц приєднається до клубу на початку нового сезону. Як повідомляється, ціна трансферу становила 3 мільйони євро.